# Серёжчатая толстоголовка
Серёжчатая толстоголовка (лат. Eulacestoma nigropectus) — вид певчих птиц семейства Eulacestomatidae. Ранее вид относили к семейству свистуновых (Pachycephalidae). По результатам генетического анализа в 2014 году вид был выделен в монотипическое семейство Eulacestomatidae.
Эндемик центрального горного хребта Новой Гвинеи, где достаточно распространён.
Птица длиной 12—14 см, масса 19—22 г. Птица оливково-коричневой окраски, с крепким, клиновидным чёрным клювом. Самец отличается чёрными крыльями и розовыми наростами вокруг клюва. У самки оперение оливково-зелёного цвета и брюхо бледно-оливковое. 
Рацион состоит в основном из насекомых, которых птицы ищут в лесной подстилке, предпочитая рощи бамбука.